# Хайнрих фон Шьонборн
Хайнрих фон Шьонборн (на немски: Heinrich von Schönborn; † пр. 1284) е благородник от род Шьонборн от Рейнгау от Шьонборн, близо до Лимбург на Лан.
През 1275 г. той е споменат като Х. фон Сконенбурне. Фамилията на графовете фон Шьонборн още днес е значим благороднически род.

## Фамилия
Хайнрих фон Шьонборн се жени за Гизела фон Тифенбах († сл. 1286). Те имат децата:
- Йохан
- Кристина
- Дитрих фон Шьонборн († 1348), женен, баща на Конрад фон Шьонборн († сл. 1361)
- Гизелбрехт фон Шьонборн († сл. 1339), вероятно извънбрачен, женен за Силвия фон Крамберг († сл. 1330), баща на Герхард фон Шьонборн († пр. 1416), неговият потомък Георг Фридрих фон Шьонборн († 1613) е фрайхер фон Шьонборн